# Општина Сантана (Арад)
Сантана (рум. Sântana) општина је у Румунији у округу Арад.
Oпштина се налази на надморској висини од 108 m.